# Solenodon
Solenodon is een geslacht van zoogdieren uit de familie van de solenodons (Solenodontidae). De wetenschappelijke naam van het geslacht werd in 1833 gepubliceerd door Johann Friedrich von Brandt.

## Soorten
Er worden 3 soorten in dit geslacht geplaatst:
- Solenodon arredondoi † Morgan & Ottenwalder, 1993
- Solenodon marcanoi † (Patterson, 1962)
- Solenodon paradoxus Brandt, 1833 – Agouta